# Kevin Trenberth

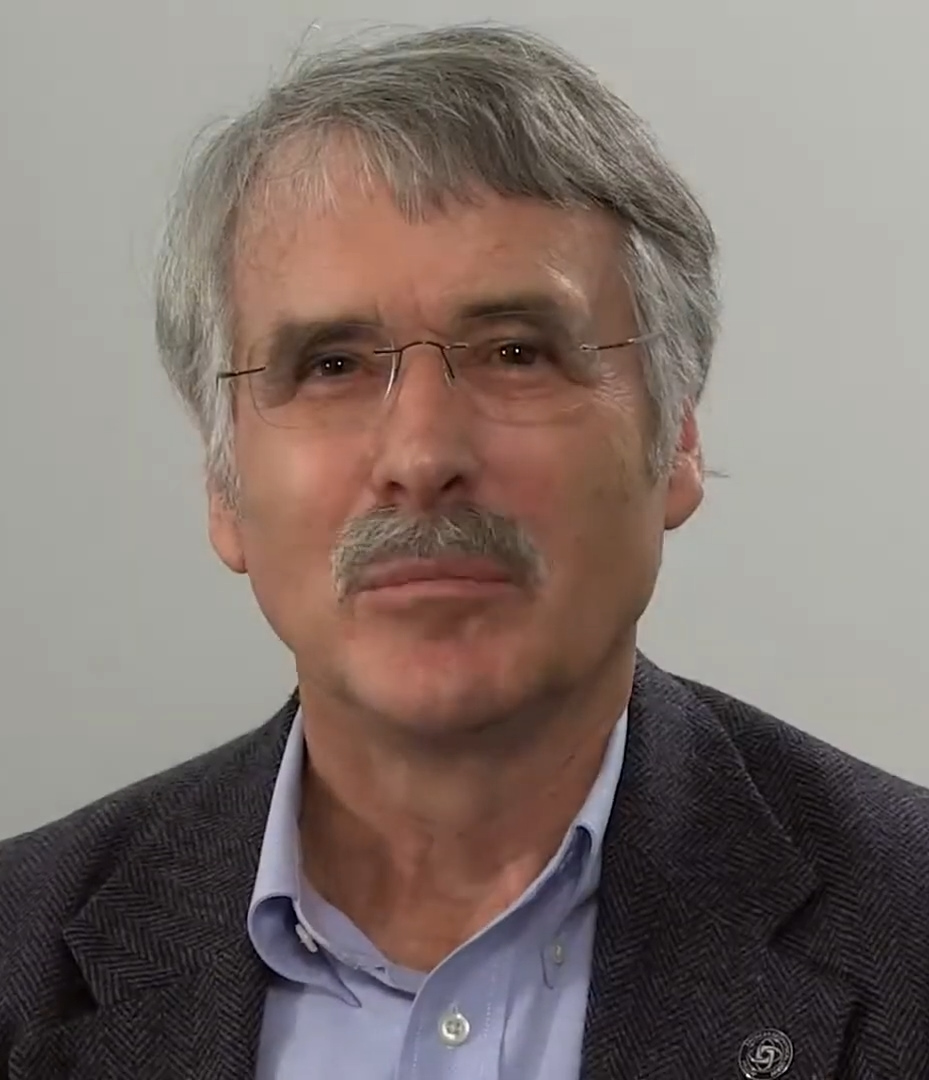

Kevin E. Trenberth (ur. 8 listopada 1944 w Christchurch, w Nowej Zelandii) – amerykański fizyk badający atmosferę.

## Życiorys
Trenberth jest szefem sekcji analizy klimatu w narodowym centrum badań atmosfery w USA. Był wiodącym autorem raportu IPCC w 2001 i w 2007 roku.
Jest członkiem honorowym Royal Society of New Zealand od 2000 i otrzymał nagrodę Jule G. Charney Award od Amerykańskiego Towarzystwa Meteorologicznego.